# BSNラジオ競馬中継
『BSNラジオ競馬中継』（ビーエスエヌラジオけいばちゅうけい）は、新潟放送ラジオ（BSNラジオ）で放送されている競馬中継ラジオ番組。新潟競馬場の開催期間中は自社制作で放送されている。

## 概要
放送時間は、土・日曜日の15:00 - 16:00（ただし、2009 - 2019年の土曜日は社杯『BSN賞』がある日のみ自社制作を行っていた）。なお、日曜日自社制作放送の場合は近藤丈靖アナウンサーによるBSN日曜競馬中継のタイトルコールが行われるが、radikoやBSN公式サイトのBSNラジオ番組表では自社制作の日であっても中央競馬実況中継が番組の正式タイトルとなっている。
実況は自社のアナウンサーが担当するが、他場のレースはラジオNIKKEI第1（中央競馬実況中継）の音声を使用する。他場レースは、第3場開催の場合は関東主場の10～11Rと関西メイン、夏開催は函館および札幌の10～11Rと関西メインを放送する。なお、実況中継部分のうち第3場開催扱い（原則として5月と10月）の土曜日の分は、自社制作の場合はテレビ・ワンダフル競馬と同じものを共有して使用しており、ラジオでも「ごらんの（頭数）で行なわれます」の発言がそのまま放送されていた（2008年まで）。
新潟での開催がない期間は、土曜日も含めて中央競馬実況中継の放送タイトルで、全編ラジオNIKKEI第1からの放送をネットする。ちなみに、BSNでは2021年8月の4回新潟開催途中まで、新潟市中央区の本社で受信した短波の放送波をそのまま自社の放送に乗せていた（本社屋には2021年8月まで使用した短波放送受信用のダイポールアンテナが現在も架設されている）。このため、本番組ではラジオNIKKEIの音声にビート音が混じるなど、音質が著しく劣化していた。
なお、1995年頃まで自主制作は第3場開催時のみで、さらにレース実況部分は新潟競馬場のレースも含め全てラジオたんぱ（現・ラジオNIKKEI）を同時ネットしていた。また、1999年までは新潟主場時のラジオたんぱにて日曜メインのパドック進行をBSNのアナウンサーが担当し、ラジオたんぱ・BSN双方に放送された（BSN自主制作開始後は、ラジオたんぱ側で先にパドックの放送を始め、BSNが枠連オッズの読み上げ最中にフェードインする形を取った）。

## 放送時間の変遷
土曜
| 放送期間  | 放送期間  | 放送時間（JST）                |
| --------- | --------- | ------------------------------ |
| 不明      | 2009.3.28 | ワイド番組内コーナーとして放送 |
| 2009.4.4  | 2012.3.24 | 15:00 - 16:10（70分）          |
| 2012.3.31 | 現在      | 15:00 - 16:00（60分）          |

日曜
| 放送期間  | 放送期間   | 放送時間（JST）        |
| --------- | ---------- | ---------------------- |
| 不明      | 1991.4.14  | 15:30 - 16:00（30分）  |
| 1991.4.21 | 1992.3.29  | 15:00 - 16:00（60分）  |
| 1992.4.5  | 1999.12.26 | 15:00 - 16:23（83分）  |
| 2000.1.9  | 2011.3.27  | 14:00 - 16:23（143分） |
| 2011.4.3  | 2012.3.25  | 15:00 - 16:23（83分）  |
| 2012.4.1  | 現在       | 15:00 - 16:00（60分）  |

## 出演者

### アナウンサー
2024年4月より
- 麦島侑
- 坂部友宏
- 近藤丈靖 [11]

過去
- 磯村茂昭
- 大塚浩
- 喜谷知純
- 杉浦健
- 中村靖国
- 星野一弘
- 黒崎貴之

### 解説者
- 小桧山辰弥（優馬） - 春と秋の第3場開催時。
- 加藤剛史（馬サブロー） - 夏の主場開催時。ラジオNIKKEI第1（土曜午前パドック解説）と兼務。
- 長谷川仁志（ダービーニュース→馬サブロー） - 夏の主場開催時、加藤が出演できない場合に登場[12]。ラジオ日本『日曜競馬実況中継』（1部前後半通しメイン解説）と兼任。

## 備考
日曜日の放送では、15:00:00の時報のあとBGMとともに提供クレジットが読み上げられ、1本目のCMのあと15:00:30に改めてタイトルコール、もしくはラジオNIKKEIからのネット受けが始まる。
3日間開催・年末年始等平日に競馬が行われた場合は、東西メインレース実況をワイド番組内で放送する。

## ネットワーク
主に第3場開催時などの重賞競走を中心に、関東・西日本などの他地域にもネットされる。

### MBSラジオとの関係
第3場開催時にメインレースがWIN5の発売対象になった場合、当番組制作の実況が毎日放送→MBSラジオ『みんなの競馬』→『GOGO競馬サンデー!』にネットされる。

### ラジオ日本との関係
第3場開催時に行われる重賞の新潟大賞典は、ラジオ日本『日曜競馬実況中継』にもネットを行う。また2009年以降、第3場開催期間の土曜日に重賞が行われる場合、ラジオ日本がアナウンサーを現地に派遣して自社制作する場合がある。

なお、変則3日間開催で東西いずれかの主場と新潟の2場開催となる場合は年度により対応が分かれる。2019年4月27日と同29日はBSNが自社制作を行ったため、メインレースと最終レースの実況をラジオ日本へネット（両日の最終レースは裏送り）した。2024年10月12日と同14日はBSNがテレビも含め自社制作しなかったため、ラジオ日本が新潟競馬場から自社制作した。
重賞競走でラジオ日本が自社制作した事例
- 新潟大賞典（2009 - 2011年、2025年）
- 福島牝馬ステークス（GⅢ、2011・2021年）
- スプリンターズステークス（G1：2014年）

### STVラジオとの関係
第3場開催時に行われる重賞に加え、主場開催時にも日曜日のメインレースの当番組制作の実況がSTVラジオ『中央競馬実況中継』にネットされる。主場開催時の場合、日曜同日に西日本主場（中京・小倉）でも重賞競走が開催される日、あるいは東西両場とも特別競走であっても当番組制作の実況が西日本主場より優先される。

### 文化放送との関係
前述のラジオ日本は、主場開催時の新潟競馬については本番組の実況を活用せず、アナウンサーを現地に派遣して原則全レースを自社制作している。その一方で2023年からは、文化放送が出張費節減の観点から、主場開催時のメインレースについて当番組制作の実況をネットするようになった。